# Kumaszy
Kumaszy (ros. Кумаши) – wieś (dieriewnia) w Rosji, w Czuwaszji, w rejonie wurnarskim. W 2010 liczyła 200 mieszkańców.